# Opius inquirendus
Opius inquirendus är en stekelart som beskrevs av Filippo Silvestri 1913. Opius inquirendus ingår i släktet Opius och familjen bracksteklar. Inga underarter finns listade i Catalogue of Life.